# Terrestrische Frequenzen
Als terrestrische Frequenzen bezeichnet man Frequenzen elektromagnetischer Wellen, die zur terrestrischen Übertragung von Fernseh- und Hörfunkprogrammen des Rundfunks genutzt werden.
Die Rundfunkbänder der höheren Frequenzen, die eine nur begrenzte Ausbreitung haben, sind landesabhängig.

## Deutscher Sprachraum
Im deutschsprachigen Europa werden dafür genutzt:
- Langwelle (LW)
  - 148,5 kHz...283,5 kHz (Langwellenrundfunk, amplitudenmoduliert, AM), 2015 komplett abgeschaltet
- Mittelwelle (MW)
  - 526,5 kHz...1606,5 kHz (Mittelwellenrundfunk, AM), seit 2016 nur in geringem Umfang verwendet
- Kurzwelle (KW)
  - Mehrere Bänder zwischen 3,9 MHz und 26,1 MHz (Kurzwellenrundfunk, AM und selten DRM)
- Ultrakurzwelle (UKW)
  - VHF-Band I: 47 MHz...68 MHz (Fernsehrundfunk, nur in Österreich noch im Frequenzplan), nicht mehr genutzt
  - VHF-Band II: 87,5...108 MHz (UKW-Hörfunk, frequenzmoduliert, FM)
  - VHF-Band III: 174...230 MHz (DVB-T, DAB/DAB+)
- Dezimeterwelle (UHF)
  - Band IV: 470...582 MHz (DVB-T, DVB-T2 HD)
  - Band V: 582...854 MHz (DVB-T, DVB-T2 HD)
  - L-Band: 1452...1492 MHz (nach dem T-DAB Standard, siehe Digital Audio Broadcasting)

Für die Nutzung terrestrischer Frequenzen können je nach Frequenzbereich und anderen Parametern unterschiedliche Gebühren erhoben werden.
Für weitere Informationen siehe auch Frequenzband und Antennen-Fernsehen.